# Horacio Silvestre Quiroga Forteza
Horacio Quiroga (Salto, 31 de desembre de 1878 — Buenos Aires, 19 de febrer de 1937) fou un escriptor uruguaià, de vida tràgica i aventurera. Poeta modernista, contista fonamentalment naturalista, va ser una de les veus més vigoroses i influents de la seva generació, i assenyalat com un dels més importants contistes de les lletres castellanes.

## Biografia

### Família
L'escriptor va ser el segon fill de Prudencio Quiroga, vice-cònsol argentí a Salto (a la vegada descendent del cabdill de la província argentina de La Rioja, Facundo Quiroga), i de la uruguaiana d'origen mallorquí Pastora Forteza. Va quedar orfe ben jove, perquè als dos mesos d'edat el seu pare va morir en un accident de caça, disparant-se accidentalment amb una escopeta en presència de l'escriptor. Va quedar a càrrec de la seva mare —descrita com una dona de caràcter fort, culta, i de formació liberal—, i, posteriorment, també del seu padrastre, Ascencio Barcos, amb el qual na Pastora Forteza es va casar el 1891, i que se suïcidà quan l'escriptor tenia dèsset anys.
Aquestes morts tràgiques es repetixen a la vida de l'escriptor. La seva primera dona, Ana María Cires, va suïcidar-se el 6 de desembre de 1915, com també dos dels seus fills (un nen i una nena). Finalment, també Horacio Quiroga va morir morir tràgicament, en prendre cianur. Li havien diagnosticat una malaltia mortal.

### Les dones de l'escriptor

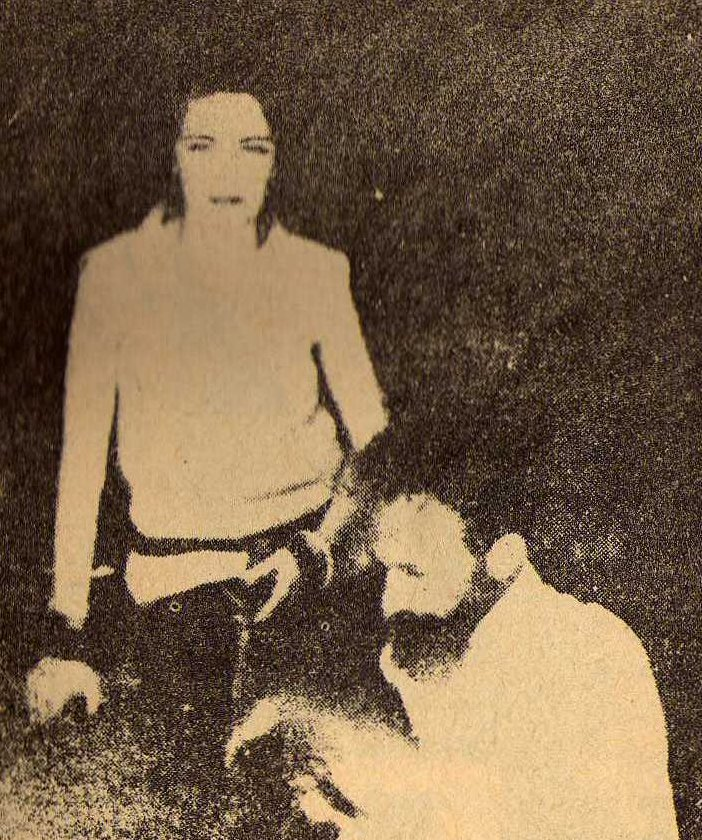
Horacio Quiroga amb María Elena Bravo (1927).

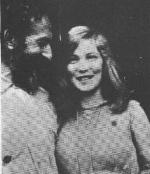
Horació Quiroga amb María Elena Bravo (1932).

Horacio Quiroga tenia una obsessió per les dones molts joves, tot just adolescents. El seu primer amor important va ser la jove María Esther Jorkovsky, el 1898. Tot i que no va poder casar-s'hi, li va dedicar dos de les seves obres: Las sacrificadas i Una estación de amor.
Després, es va enamorar d'una alumna, Ana María Cires, amb la qual va viure a la selva i a la qual va dedicar la seva novel·la Historia de un amor turbio.
Finalment, es va casar amb María Eleva Bravo —que era companya d'estudis d'una de les seves filles i que també va viure amb ell un temps fora de Buenos Aires, a Misiones—, amb la qual va viure fins al moment en què va decidir suïcidar-se.

### Formació
A més de la seva preocupació per formar-se en distints camps intel·lectuals i manuals, Horacio Quiroga també va donar-li importància a la seva forma física. Va practicar el ciclisme des de jove.

#### Estudis reglats
Horacio Quiroga era un estudiant descrit com indisciplinat, però també com un jove bastant observador, i que aprofitava els seus temps lliures per tal de visitar els tallers del seu poble, amb l'objectiu d'aprendre distints oficis. Anys després, va utilitzar els seus coneixements dispersos a la selva.
Després de cursar els seus estudis secundaris a Montevideo, va ingressar a l'Institut Politècnic, i a la Universitat. Va estudiar matèries diverses, des de la història fins a la química, aprofitant-se de les classes però sense intenció d'obtindre cap títol.

#### Formació i activitats militars
Tot i que va tenir l'impuls d'entrar a l'Escuela Naval de Buenos Aires, no arribà a ingressar-hi. Sí que agafà les armes per a participar en algunes revoltes, i també servint a la Guardia Nacional.
Aquesta afició per les armes també va tenir conseqüències tràgiques, perquè, quan provaven una arma, a Montevideo, va matar accidentalment un amic i company de lletres, Federico Ferrando. Després d'aquesta desgràcia va viatjar cap a Buenos Aires.

### Treballs
L'escriptor va exercir distints treballs al llarg de la seva vida. Va intentar alguns negocis, com per exemple conreador de cotó a les províncies argentines de Chaco i Misiones, que li van resultar ruïnosos; també va treballar com a jutge de pau, com a mestre de castellà i de literatura, i va tenir càrrecs consulars a Buenos Aires.
En l'àmbit literari, va escriure col·laboracions en diverses publicacions, destacant la del periòdic La Prensa de Buenos Aires, que fou, segons l'escriptor peruà Ciro Alegría, la que li donava els ingressos més importants i que li van permetre guanyar-se la vida.

## Viatges

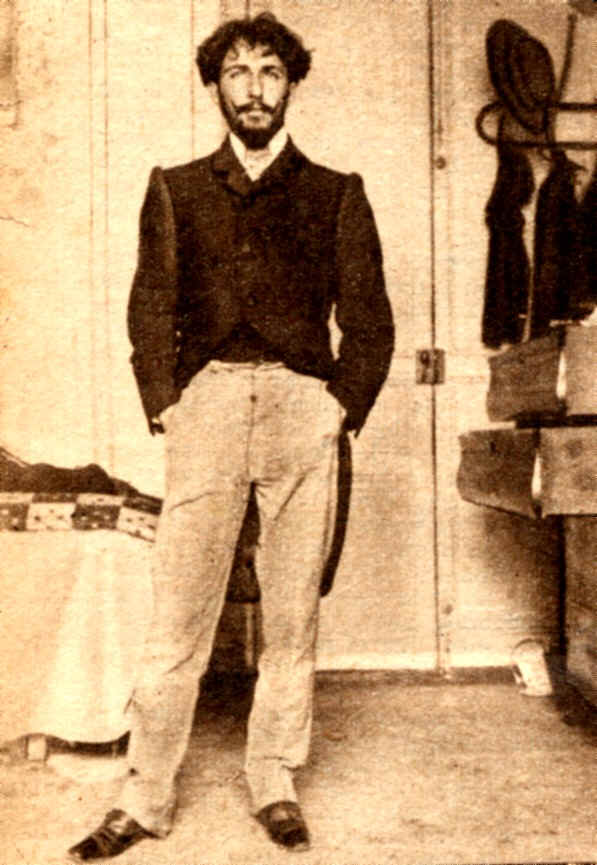
Horació Quiroga l'any 1900.

L'escriptor va viure durant distints moments de la seva vida a l'Argentina, al Brasil, i a l'Uruguai. En ambdós països va viure tant a les capitals com a diferents localitats rurals, fins i tot molt lluny dintre de la selva de l'Argentina i Brasil.
El 1900 va aprofitar l'herència del seu pare per a viatjar cap a París, on va visitar l'Exposició Universal, a més de participar en una cursa de bicicletes i freqüentar els ambients literaris. El viatge, de pocs mesos, va acabar amb els seus diners, i va tornar amb les robes desastrats i a la classe més econòmica.
Quiroga va acompanyar com a fotògraf al també escriptor Leopoldo Lugones en un viatge per la província argentina de Misiones amb l'objectiu de visitar les ruïnes de les Missions jesuítiques guaranís, viatge amb el qual els dos escriptors van travar amistat —de fet, va dedicar el seu primer llibre, Los arrecifes de coral a l'escriptor argentí. Gràcies a aquest viatge l'escriptor va sofrir un important canvi en la seva concepció de la vida, i va romandre a la selva, vivint i escrivint allí.

## Obra
Horacio Quiroga va tenir diversos treballs al llarg de la seva vida. Va començar la seva carrera a Salto en la publicació Gil Salto. Després, va combinar treballs literaris i periodístics amb treballs civils i a càrrec dels governs uruguaià i argentí. A més de les col·laboracions esmentades, l'escriptor va fundar una revista literària anomenada Revista de Salto el 1899.

### Influències

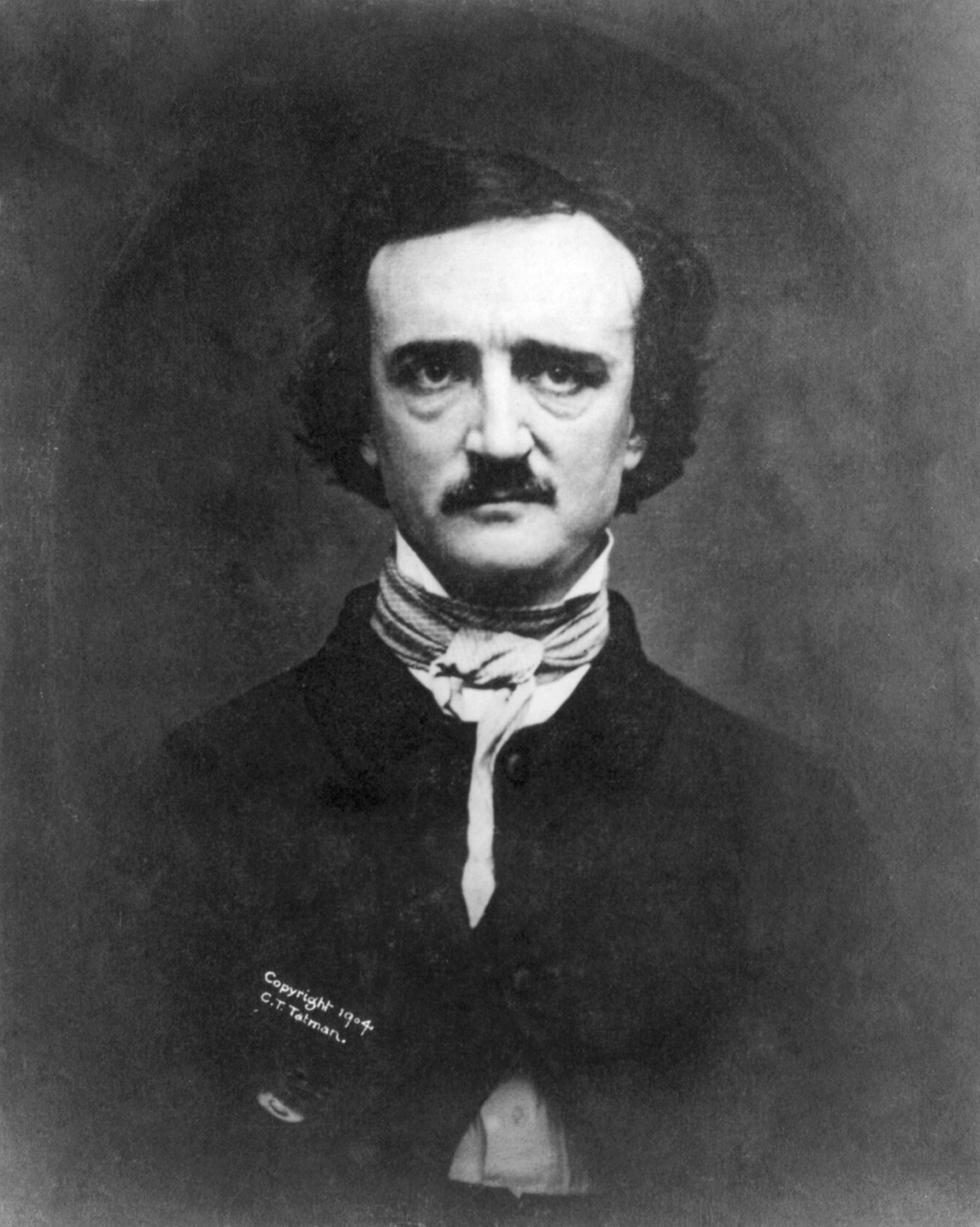
Edgar Allan Poe, la influència més important de l'escriptor uruguaià.

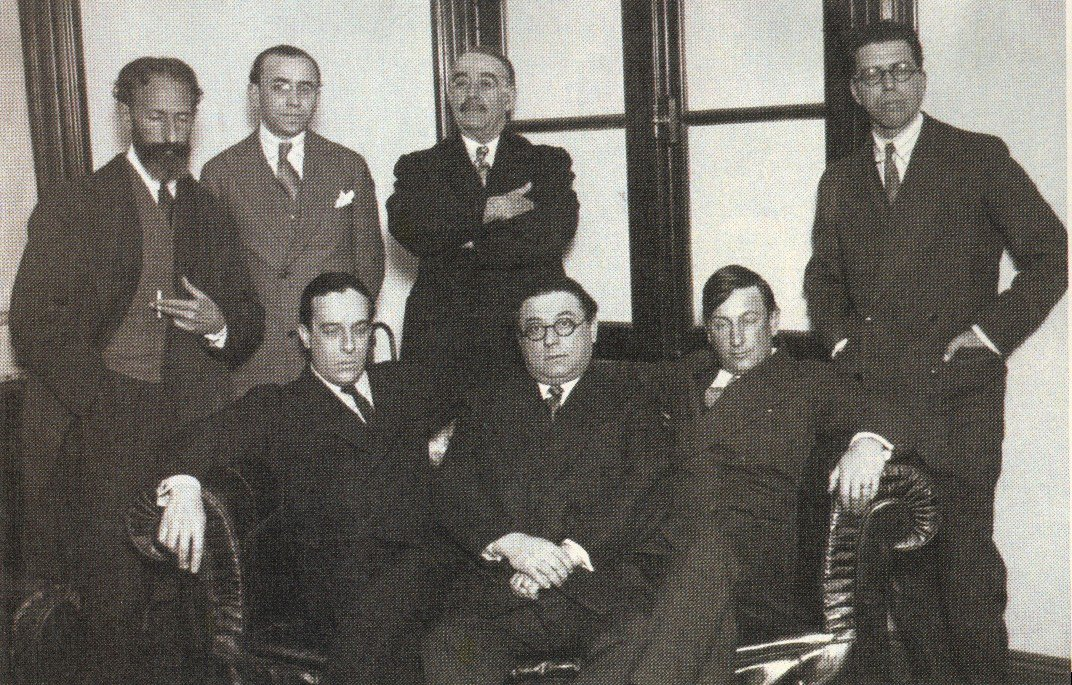
Reunió literària a Buenos Aires, 1928: Horacio Quiroga (dret a l'esquerra), Leopoldo Lugones (dret al centre), Baldomero Fernández Moreno (assegut a l'esquerra) y Alberto Gerchunoff (assegut al centre).

Tot i que va començar la seva activitat literària abraçant fervorosament el corrent modernista (el seu primer llibre publicat, Los arrecifes de coral, publicat a Montevideo en tornar del seu viatge de pocs mesos a París, és una col·lecció de poemes modernistes), poc temps després va preferir els temes autòctons.
Les influències literàries de l'escriptor són prou conegudes. Quiroga era un fervent lector de l'obra d'Edgar Allan Poe i de l'escriptor argentí Leopoldo Lugones. A París conegué Rubén Darío, de qui fou amic, i també hi trobà el poeta uruguaià Julio Herrera y Reissig.

### Horacio Quiroga i els grups literaris de l'època
L'escriptor, en començar la seva carrera, va fundar un grup literari al seu Salto natal, el Consistorio del Gay Saber, amb amics interessats per la literatura i l'experimentació formal. D'aquest grup era Federico Ferrando.
La producció literària de Quiroga no es pot encaixar ni al Grupo Florida ni al Grupo Boedo, les dues agrupacions artístic-literàries més importants de Buenos Aires en eixe moment. De tota manera, sí que va generar reaccions i reivindicacions d'ambdós grups. Mentre que el Grupo Boedo —format per artistes compromesos políticament, com Elías Castelnuovo o fins i tot Roberto Arlt— va reivindicar el treball de Quiroga, al Grupo Florida —format per artistes més conceptuals i més compromesos amb els moviments d'avantguarda, com Jorge Luis Borges o Oliverio Girondo— trobà opinions més crítiques, fins i tot lapidàries, com per exemple la de Borges, qui el considerà un mal escriptor.

### Decàleg del perfecte contista
A més de la seva producció contística, Quiroga també va escriure obres de teatre, novel·la i articles periodístics. Possiblement, la seva obra més coneguda, després dels seus contes, va ser el "Decálogo del perfecto cuentista" —imitant el seu admirat Poe, qui també havia escrit un decàleg—, publicat per primera vegada a la revista El Hogar de Buenos Aires en juliol de 1927.

### Llibres publicats
- Los arrecifes de coral (poemes, ed. Siglo Ilustrado, Montevideo, 1901).
- El crimen de otro (contes, 1904).
- Historia de un amor turbio (Novel·la, ed. Moen, Buenos Aires, 1908).
- Cuentos de amor de locura y de muerte (contes, ed. Mercatali, Buenos Aires, 1917).
- Cuentos de la selva (contes, ed. Editorial Cooperativa, Buenos Aires, 1918).
- El salvaje (Cooperativa, Buenos Aires, 1920).
- Los sacrificados (teatre, Cooperativa, Buenos Aires, 1920).
- Anaconda (contes, Agencia Nacional de Librerías, 1921).
- El desierto (Editorial Babel, Buenos Aires, 1924).
- Los desterrados (Babel, Buenos Aires, 1926).
- Pasado amor (Novel·la, Babel, Buenos Aires, 1929).
- Suelo natal (1931, amb Leonardo Glusberg).
- Más allá (ed. Sociedad Amiga del Libro Rioplatense, Buenos Aires, 1935).

### Els seus contes

#### Cuentos de la selva
Aquesta col·lecció de contes de l'escriptor és una de les més conegudes. Es tracta de vuit contes escrits primerament per Quiroga per als seus fills i després publicats a semanaris de Buenos Aires, fins a la seva publicació el 1918 amb el nom de Cuentos de la selva para niños. Els relats, protagonitzats per animals parlants i algunes vegades també per homes, sempre té la selva com a escenari principal de les històries.
Cuentos de la selva va ser definit com:
| «                                        | (…) narraciones casi poemáticas en las que privan, alternativamente, la gracia, la fantasía y la ternura. | » |
| — Diccionario literario. Editorial HORA. | |   |

#### Anaconda
Aquest conte forma part de la col·lecció del mateix nom, i és considerada també com una de les seves obres més importants.

#### Traduccions i estudis sobre l'escriptor
L'obra de Quiroga va ser abordada i estudiada en moltíssimes ocasions. Els primers a ordenar la seva producció foren Bernice D. Matlowsky el 1950, Emma Susana Speratti-Piñero el 1955, Horacio Jorge Becco el 1959 i 1967, i Walter Rela el 1967 i 1972.
El conjunt de l'obra i vida de l'escriptor va ser estudiada primerament per José María Delgado i Alberto Brignole el 1939, per Pedro Orgambide el 1954, per Emir Rodriguez Monegal els anys 1961, 1967 i 1968, per Noé Jitrik els anys 1959 i 1967, i per Hanne Gabriele Reck el 1966.
Francis de Miomandre va fer la primera traducció d'aquest llibre al francès el 1927 (Contes de la fôret vierge. Paris, 1927), mentre que Arthur Livingstone va fer la primera a l'anglès (South American jungle tales. 1950).